# Catarina Macario
Catarina Cantanhede Melônio Macário (São Luís, Maranhão; 4 d'octubre de 1999) és una jugadora de futbol que juga com a davantera al Chelsea, de la Super League femenina d'Anglaterra. Nascuda al Brasil, representa els Estats Units a nivell internacional.
Macario ha estat una premiada jugadora universitària als Estats Units. El 2017, va ser nomenada "Freshman of the Year" per TopDrawerSoccer.com i ESPNW Player of the Year. El 2018, Macario va guanyar el Trofeu Hermann, el Jugador de l'Any ESPNW i el Premi Jugador Nacional de l'Any TopDrawerSoccer.com. El 2019, Macario va guanyar el premi Honda Sports i va tornar a guanyar el trofeu Hermann.